# Beyenburger Mühle
Die Beyenburger Mühle war eine erstmals 1467 erwähnte Bannmühle im Wuppertaler Ortsteil Beyenburg.

## Geschichte
Die Bannmühle war eine mit Wasserkraft angetriebene Getreidemühle am südlichen Fuß des Beyenbergs in der Beyenburger Wupperschleife, in der sich neben dem ab 1304 errichteten Kloster Steinhaus und der erstmals 1339 erwähnten herzoglichen Residenz Burg Beyenburg eine kleine Freiheit befand.
Mit Ausnahme des Klosters waren die Beyenburger Bewohner und die Bauern der umliegenden Höfe im Amt Beyenburg verpflichtet (gebannt), ihr Korn in dieser Mühle mahlen zu lassen. Die Gebühren fielen so an die bergischen Landesherrn oder dem jeweiligen Pfandherrn des Amtes zu. 1601 verpachtete der Pfandherr und Beyenburger Amtmann Simon von Lippe die Bannmühle an Henrich Nutzgen für zwölf Jahre, der Pachtzins betrug jährlich 240 Reichstaler. Anfang des 19. Jahrhunderts wurde während der französischen Besetzung der Mühlenbann aufgehoben und die Mühle ging in den Besitz eines Richard Moll über. Dieser betrieb dort eine Fruchtmühle mit zwei Mahlgängen und nutzte das Wasserrad auch zum Antrieb einer Walke.
1858 wurde die Mühle von Johann Daniel Oelbermann zu einer kleinen Textilfabrik umgebaut, eine Dampfmaschine zog in das Gebäude ein. Ende des 19. Jahrhunderts stand die Mühle leer und brannte nach zwischenzeitlicher Nutzung mit dem Betrieb einer Lüstriermaschine für Eisengarn aus. Das Gebäude wurde neu aufgebaut und diente der Firma Braun & Blechmann zur Fabrikation von Bügeleisen und Fahrradgabeln. Nach Aufgabe der Produktion wurden die Mühle als Pferdestall genutzt, 1935 erfolgte der Abriss.
Heute ist keine Spur des Bauwerks mehr vorhanden, auf dem Gelände befindet sich nun ein Kinderspielplatz. Der Ober- und Untergraben der Wassermühle ist zugeschüttet und nur noch die gleichnamigen Straßen erinnern an seinen Verlauf.